# Renaissance (CFC)
Pour les articles homonymes, voir Renaissance (homonymie).
Le Renaissance est l'unique navire de croisière de la Compagnie française de croisières et l’un des trois du groupe britannique Ambassador. Il a commencé son activité en 1993 pour la compagnie Holland America Line. C'est le navire jumeau de trois autres navires appartenant alors à cette dernière compagnie : MS Veendam, MS Statendam et MS Ryndam.

## Histoire

### Holland America Line

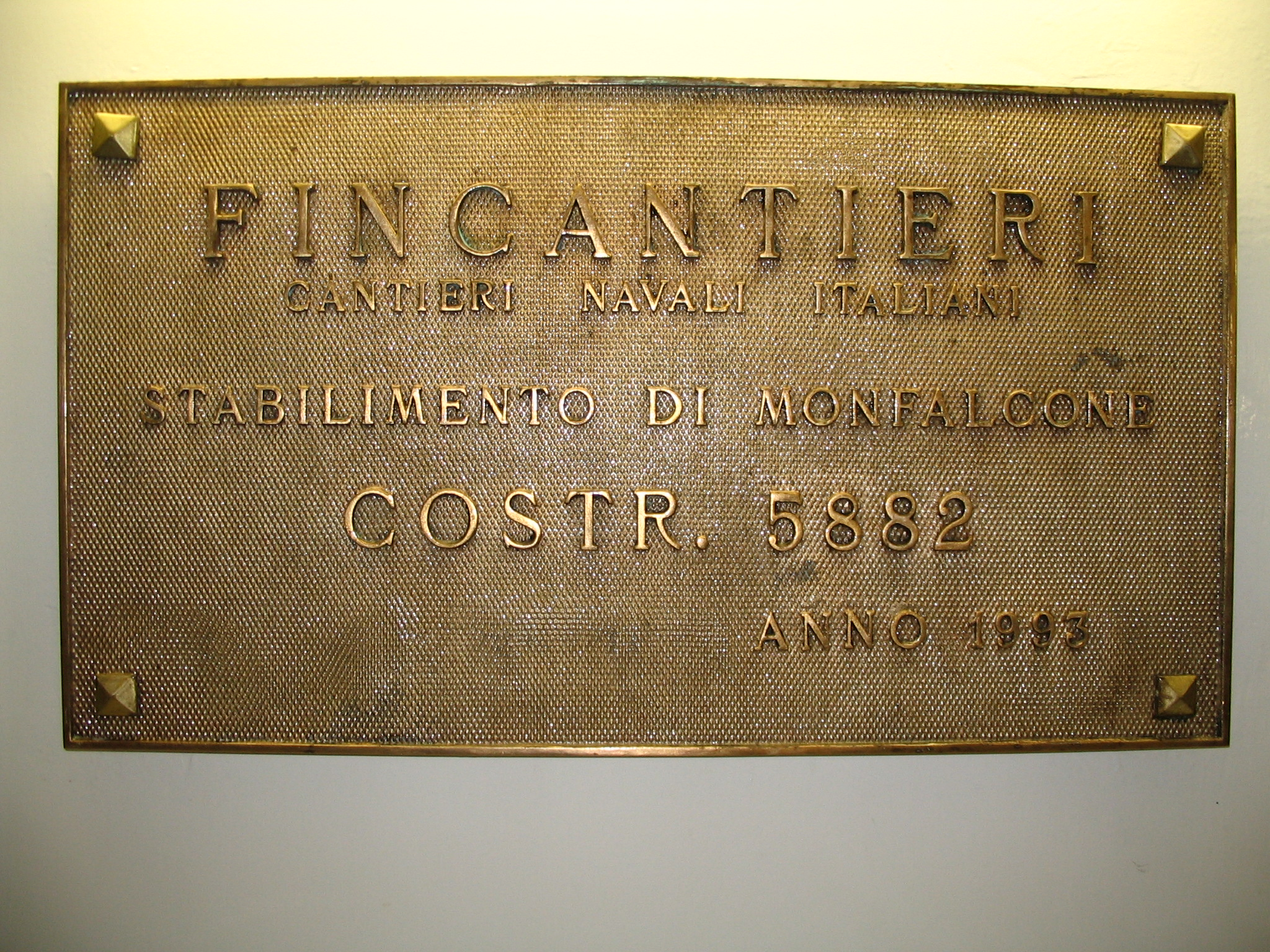
Le Maasdam est construit en 1993 par Fincantieri sous le numéro de coque 5882.

Le Maasdam fait partie d’une série de quatre navires de croisières, la S-Class, commandée en 1989 auprès des chantiers navals italiens Fincantieri par la Holland America Line. La série comprend les Veendam, Maasdam, Statendam et Ryndam. La construction du Maasdam, deuxième de la série, débute en 1993 au chantier de Monfalcone. Le navire poursuit alors une longue lignée, en devenant la cinquième unité de la compagnie à prendre ce nom, qui provient d’un barrage situé sur la Meuse.
A la fin des années 2010, il réalise des croisières dans l’océan Pacifique et en Alaska.
Le 19 mars 2020, 842 croisiéristes et 542 membres d'équipage à bord du Maasdam se sont vu interdire le débarquement à Honolulu (Hawaï) en raison de la peur d'une propagation du COVID-19. Le navire a cependant été autorisé à embarquer les approvisionnements nécessaires et a commencé un voyage de retour vers le port de San Diego pour le débarquement.
Cette même année, comme les autres compagnies du groupe Carnival, la société est durement touchée par les conséquences économiques de la crise sanitaire du Covid19. Elle suspend ses opérations jusqu'au 30 juin 2020 et les croisières à bord de Maasdam sont annulées. Elle annonce en juillet qu'elle vend quatre de ses paquebots de croisière :  MS Maasdam ainsi que MS Veendam, MS Amsterdam et MS Rotterdam. Les deux premiers quittent la compagnie dès le mois suivant il est annoncé que les navires ont été vendus à Seajets, opérateur de ferry basé au Pirée, et qu'ils sont désarmés en Grèce. Maasdam est alors renommé Aegean Myth.

### Rachat par CFC

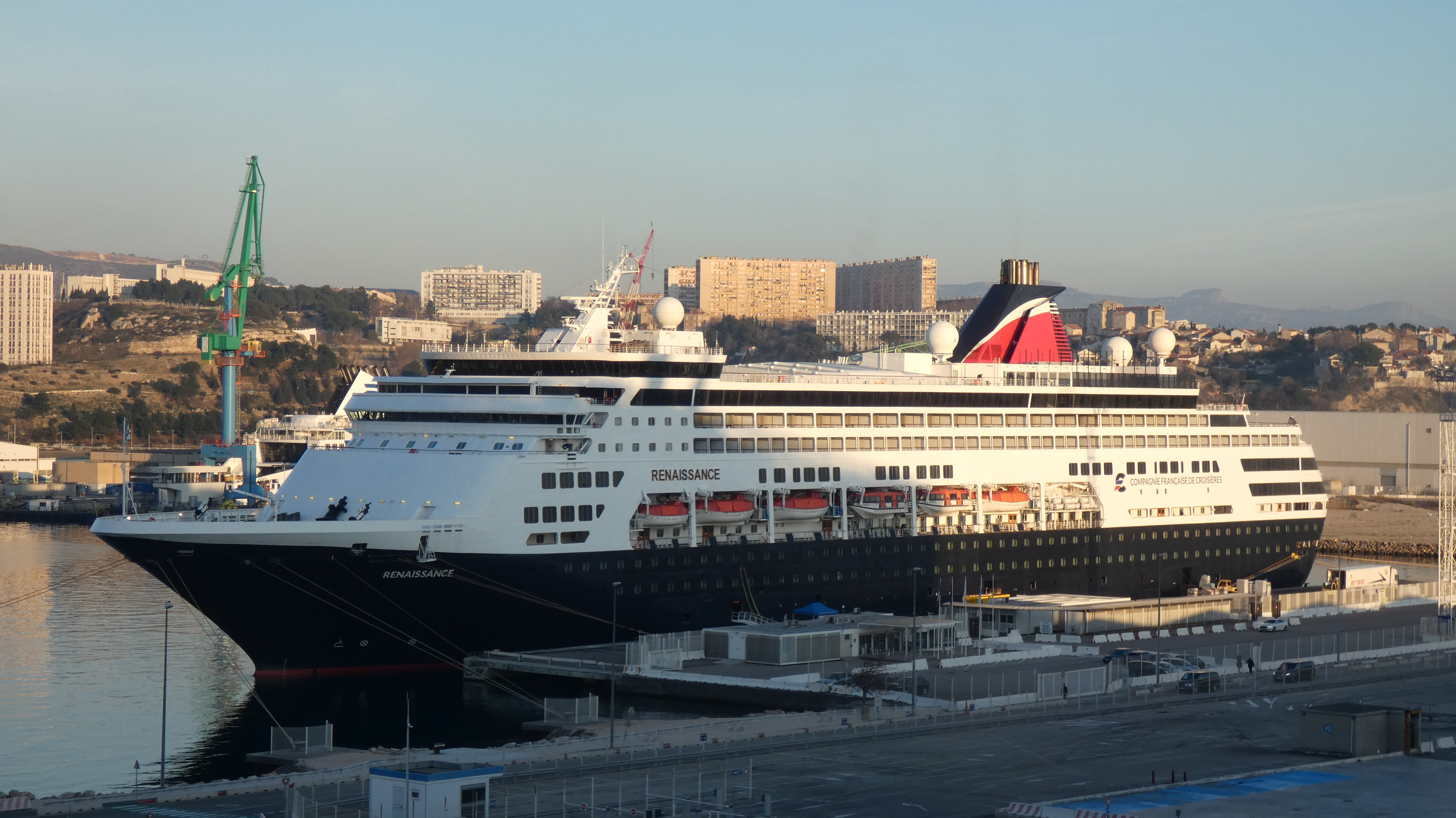
Le CFC Renaissance à Marseille

En août 2022, le navire est racheté par la Compagnie française de croisières et renommé Renaissance. Il entre alors dans un chantier de rénovation de Damen Group à Brest. 
Le Renaissance voulu à destination d’une clientèle francophones propose des départs des ports du Havre, de Marseille puis de Zeebruges vers l’Europe du Nord ou la Méditerranée.
La remise en route sous le nouveau nom est prévue en février 2023 avec une croisière inaugurale partant du Havre vers la Norvège du 10 au 25 février : cette croisière est annulée, le bateau n'étant pas prêt. Il en fut de même pour la nouvelle croisière inaugurale autour de l'Irlande du 14 au 25 mai. Finalement le redémarrage effectif a lieu le 25 juin vers les Canaries et Madère.

### Intégration au groupe britanniqueAmbassador

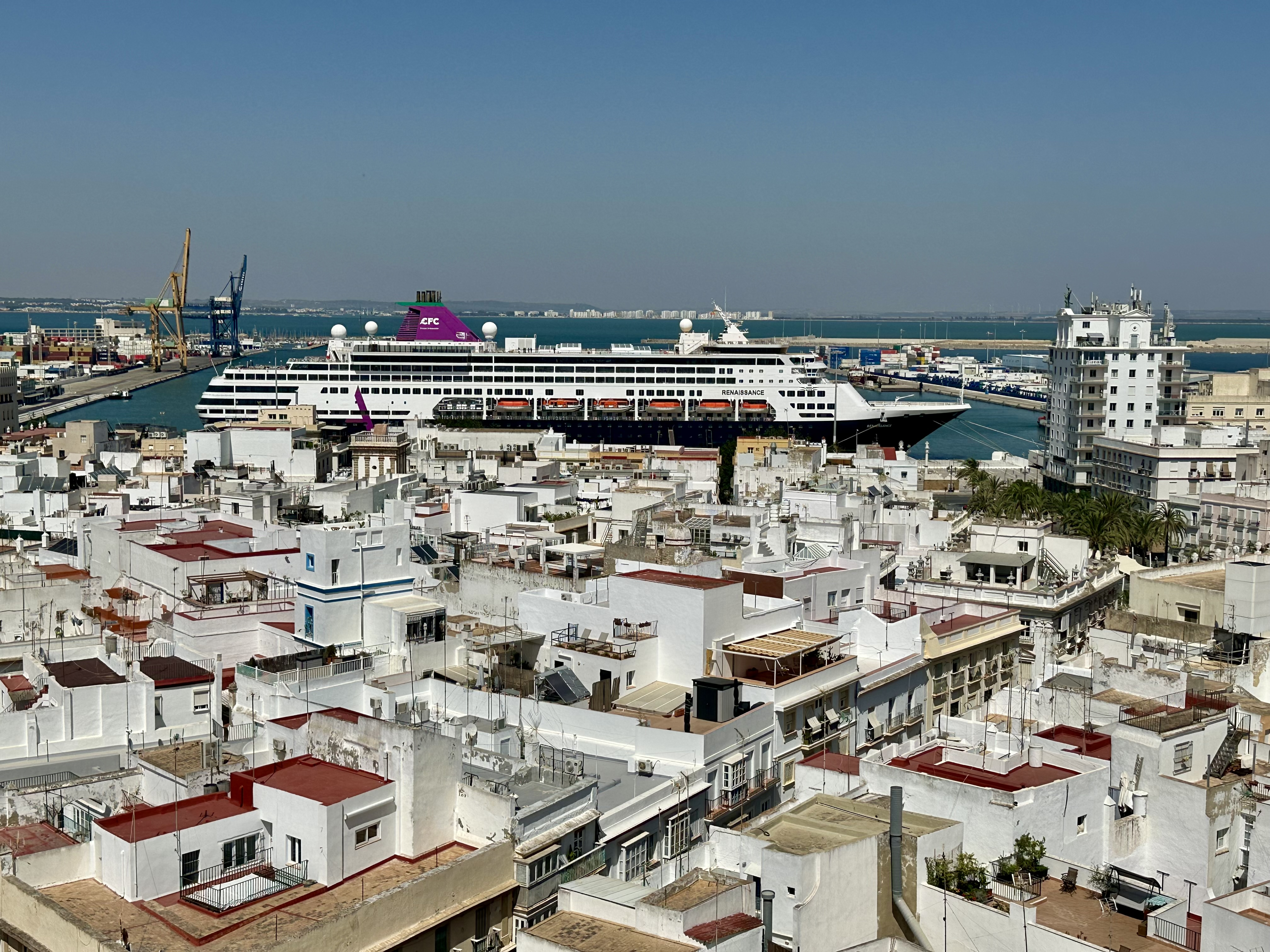
Renaissance aux couleurs du groupe Ambassador à Cadix en 2025.

Après des difficultés opérationnelles et plusieurs changements de gouvernance, le 9 janvier 2025, CFC annonce sont intégration imminente au groupe britannique Ambassador Cruise Line qui exploite deux bateaux de taille similaire. Le navire se pare de violet, couleur du groupe. Il renoue avec les ambitions de croisières lointaines. En 2025, il opère comme les autres navires de l’armateur également dans les Caraïbes. En 2026, le port d’attache du Havre est délaissé à la faveur de Dunkerque.

### Caractéristiques techniques

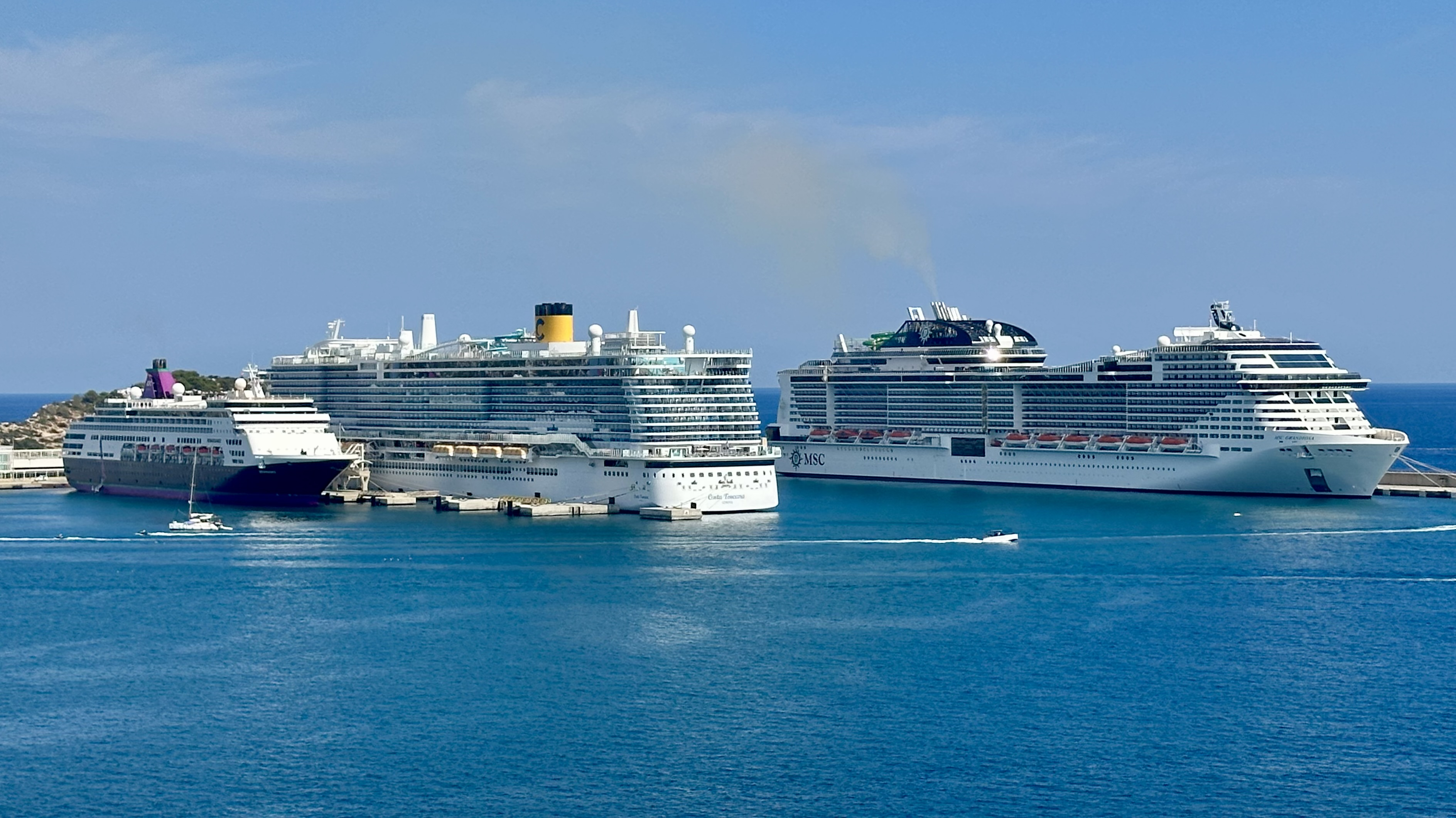
Taille du Renaissance en comparaison de géants des mers (Costa Toscana et MSC Grandiosa).

### Dispositifs de sécurité

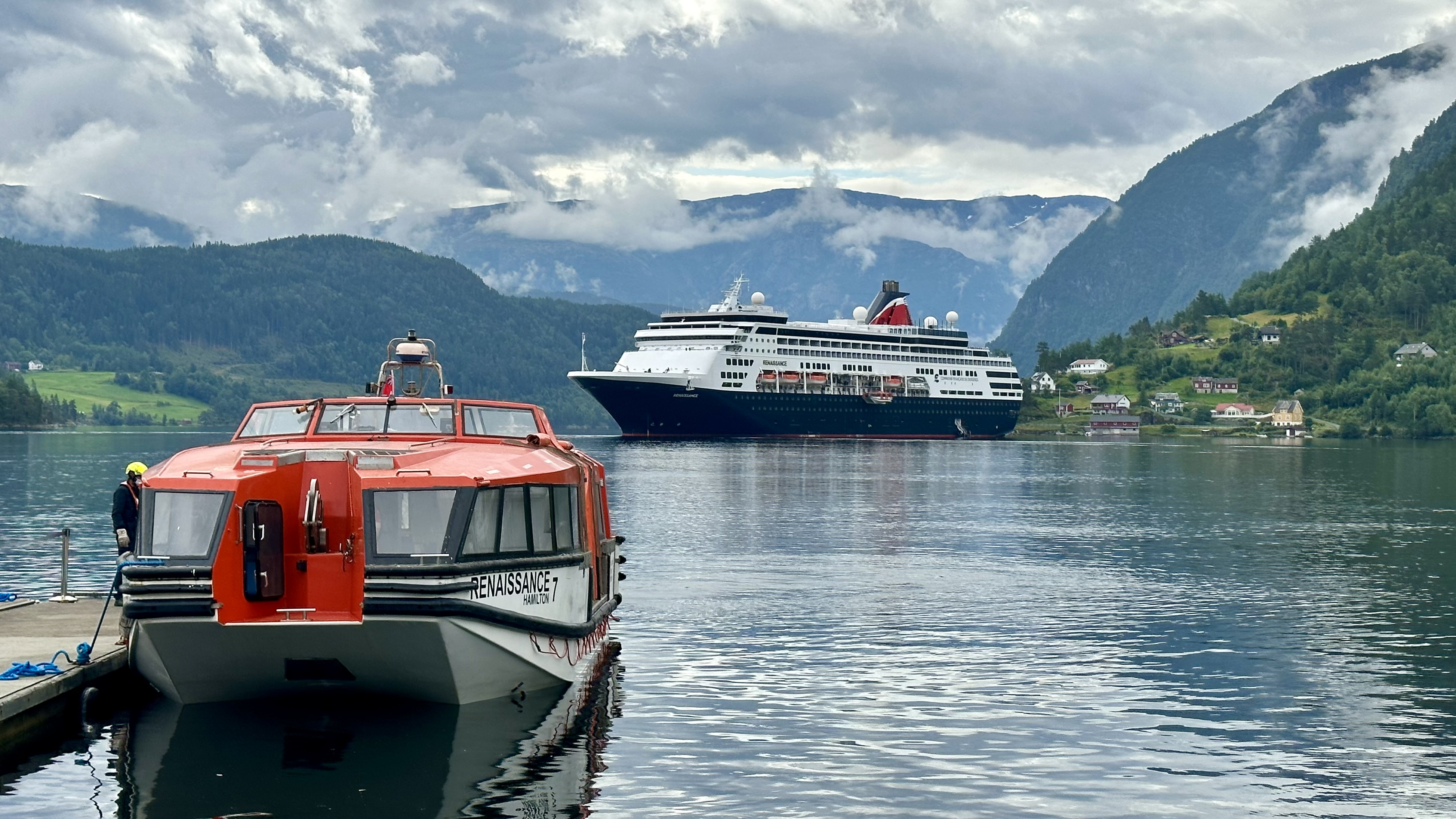
Débarquement par chaloupe à Ulvik en Norvège

## Caractéristiques

### Conception et aménagement intérieur
Les ponts accessibles au public sont au nombre de 9 (numérotés de 4 à 12). La plupart portent le nom d'une partie de la France d'Outre-Mer.
- Pont 4 (La Réunion) - Cabines et centre médical
- Pont 5 (Marie-Galante) - Cabines
- Pont 6 (Renaissance) - Cabines, promenade de l'Esplanade
- Pont 7 (Guadeloupe) - Réception, Théâtre, restaurant Le Vatel, ...
- Pont 8 (Martinique) - Salons, bars, boutiques, casino, bibliothèque, théâtre, restaurant Le Vatel, ...

- Pont 9 (Saint-Martin) - Cabines

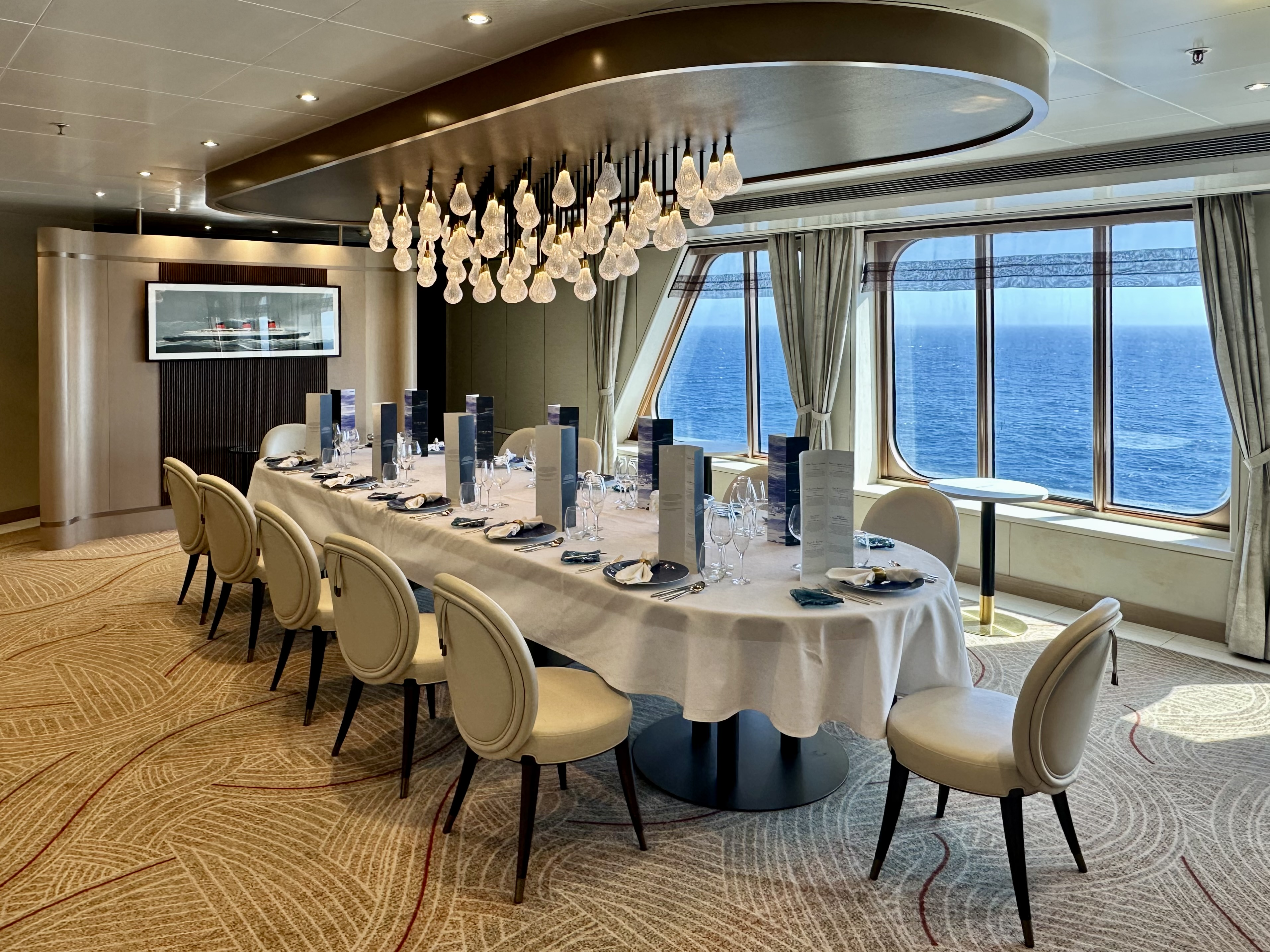
La table du Chef.

- Pont 10 (Marquises) - Cabines, passerelle, terrasse du Prado avec piscine extérieure
- Pont 11 (Saint-Barth') - Piscine couverte, terrasse Moana, Spa, salon de beauté, salle de fitness, restaurant buffet en self-service

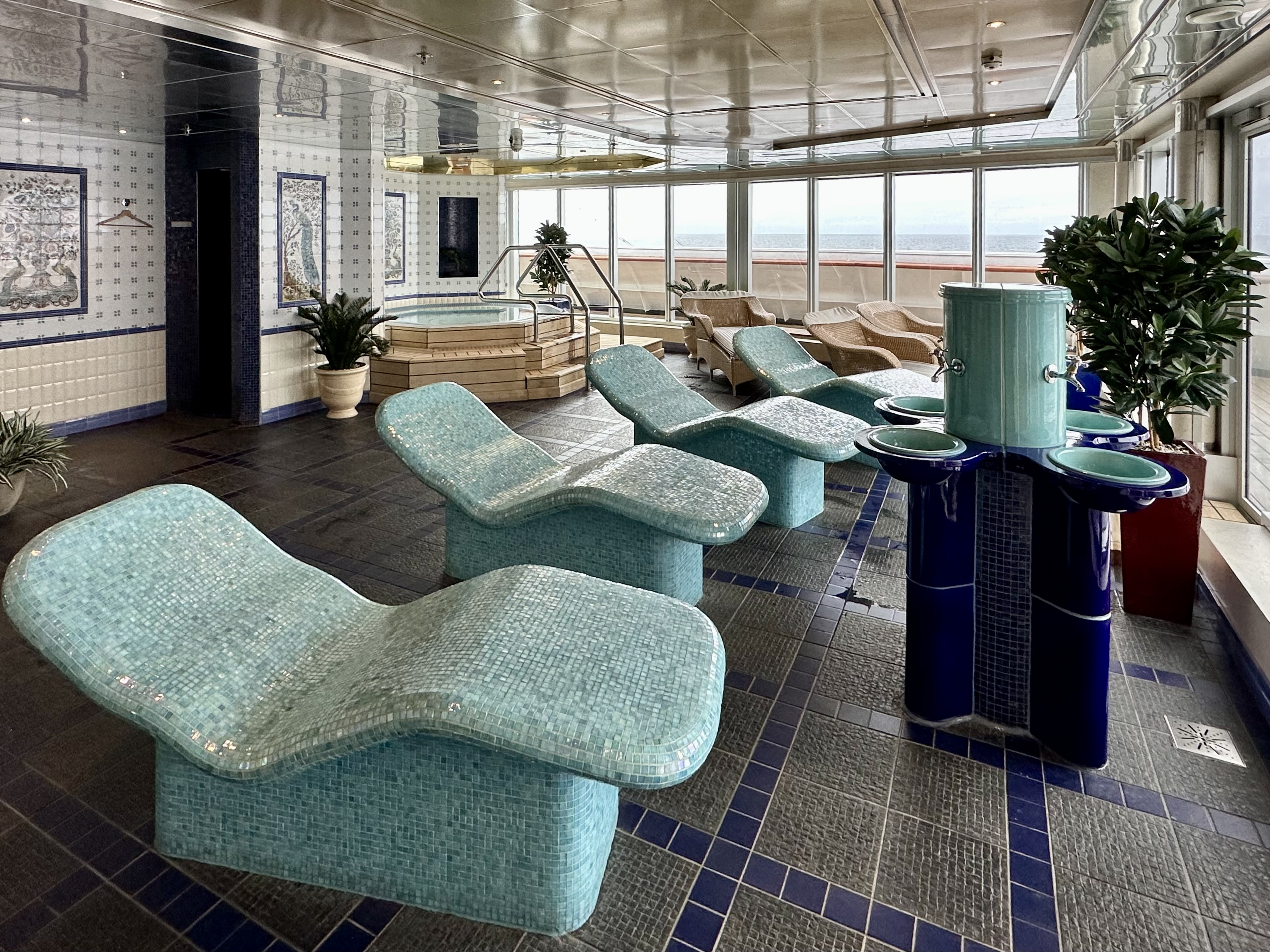
Spa.

- Pont 12 (Tahiti) - Terrasse extérieure, salon Le Panoramique avec discothèque

## Incidents et accidents
- Le 4 octobre 2011, un passager du Maasdam, âgé de 75 ans, est tombé par-dessus bord dans le détroit de Northumberland (golfe du Saint-Laurent, Canada). Le corps a été récupéré par un pêcheur quelque temps plus tard[11].
- Le 7 novembre 2018, une passagère du Maasdam, âgée de 70 ans, est décédée après être tombée dans l'eau entre une chaloupe et le paquebot ancré au large d'Avatiu (île de Rarotonga, îles Cook), alors que la mer était agitée[12].
- Le 23 août 2024, une passagère du Renaissance a chuté dans l'eau à Dublin, alors que le navire était sur rade et qu'elle remontait à bord depuis une vedette. Elle a été blessée et a été repêchée par les membres d'équipage et les passagers présents sur la chaloupe[13].